# Озеро Боу (Альберта)
Озеро Боу — невелике озеро в західній Альберті, Канада. Розташоване на річці Боу, в канадських Скелястих горах, на висоті 1920 м.
Озеро розташоване на південь від вершини Боу, на схід від хребта Вапутік (краєвиди включають льодовикове поле Вапта, льодовик Боу, пік Боу, гору Томпсон, льодовик Кроуфут і гору Кроуфут) і на захід від перевалу Доломіт, Пік Доломіт і Пік Цирк.
Озеро Боу — одне з озер, що омивають Айсфілдс-Паркуей у Національному парку Банф і Джаспер, іншими такими озерами є Озеро Гектор, Озеро Луїза, Озеро Пейто, Озеро Містая, Озера Водоплавних птахів, Озеро Чефрен і Озеро Санвапта.
Історичний готель Simpson's Num-Ti-Jah Lodge розташований на березі озера Боу біля підніжжя гори Джиммі Сімпсона.
Озеро Боу є найближчим озером до витоків річки Боу, його загальна площа становить 3,21 км2. Вода в озері — це тала вода льодовика Боу, а її бірюзове забарвлення зумовлено льодовиковим тилом.

## Галерея зображень
|                           |
| Панорама озера Боу взимку |

|                                 |
| Вид на озеро Боу і гору Кроуфут |

|                                                 |
| Озеро Боу на розвороті на Альбертського шосе 93 |

|                             |
| Озеро Боу наприкінці травня |